# Lawitz
Lawitz (dolnołuż. Ławojce) – gmina w Niemczech, w kraju związkowym Brandenburgia, w powiecie Oder-Spree, wchodzi w skład Związku Gmin Neuzelle.